# Герб комуни Гальмстад

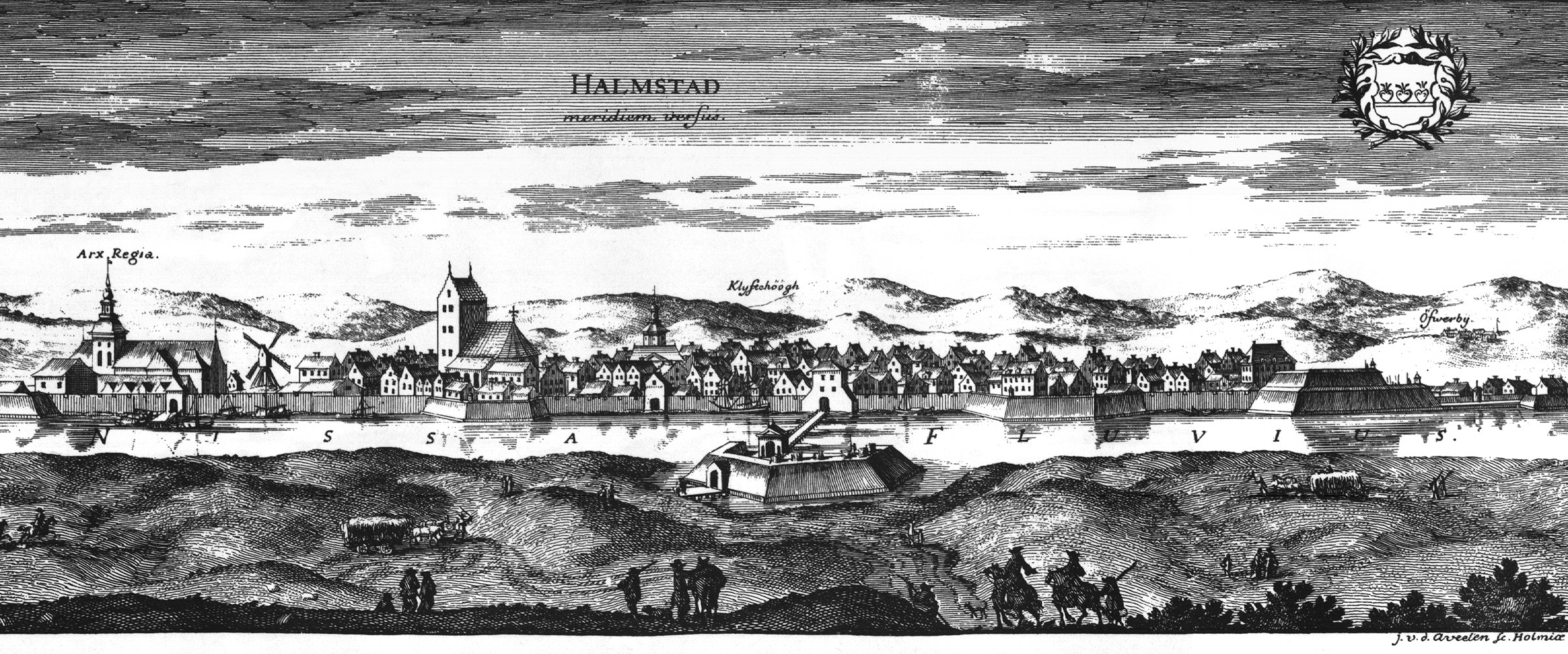
Герб на гравюрі Гальмстада (біля 1700 р.)

Герб комуни Гальмстад (швед. Halmstads kommunvapen) — символ шведської адміністративно-територіальної одиниці місцевого самоврядування комуни Гальмстад.

## Історія
Герб із трьома коронованими серцями відомий з міської печатки 1603 року. На цій печатці щит увінчував шолом, вкритий наметом, а в клейноді було три пшеничні снопи. Ймовірно, що цей герб місту надав данський король Кристіан IV. 
У ХХ столітті герб міста отримав королівське затвердження 1936 року. До муніципальної реформи 1971 р. використовувався як герб Гальмстада. Після сформування нової комуни було вирішено, що герб міста стане її символом. Герб комуни офіційно зареєстровано 1974 року.
Після адміністративно-територіальної реформи, проведеної в Швеції на початку 1970-х років, муніципальні герби стали використовуватися лишень комунами. Тому з 1974 року цей герб представляє комуну Гальмстад, а не місто.
Герб давнішого адміністративного утворення Гарплінге, що увійшло до складу комуни, більше не використовуються.

Герб ландскомуни Гарплінге (1958–1970) Герб комуни Гарплінге (1971–1973)

## Опис (блазон)
У синьому полі срібна балка, на якій три червоні короновані серця в один ряд. 

## Зміст
Сюжет герба взято з найдавнішої відомої печатки міста з документів 1603 року. Червоні серця мають походити з данського королівського герба, а три корони є символом скандинавського союзу.